# Chevalet (musique)
Pour les articles homonymes, voir Chevalet.
Sur un instrument de musique à cordes, le chevalet est une pièce placée entre les cordes et la table d'harmonie de l'instrument : son rôle est de transmettre les vibrations des cordes à la table qui va amplifier le son produit. Le chevalet sert aussi à maintenir l'espacement entre les cordes, et, pour les instruments à manche, à les maintenir à la bonne hauteur par rapport à celui-ci.

## Instrument à cordes frottées

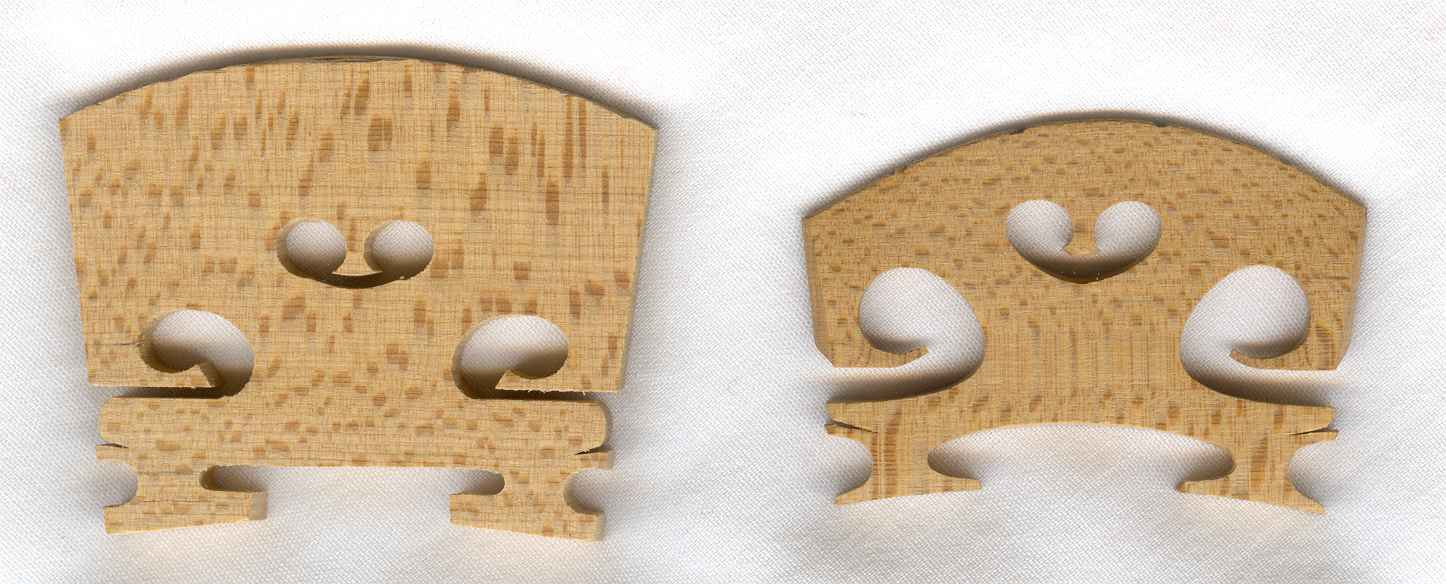
Chevalet de violon avant et après la taille par le luthier.

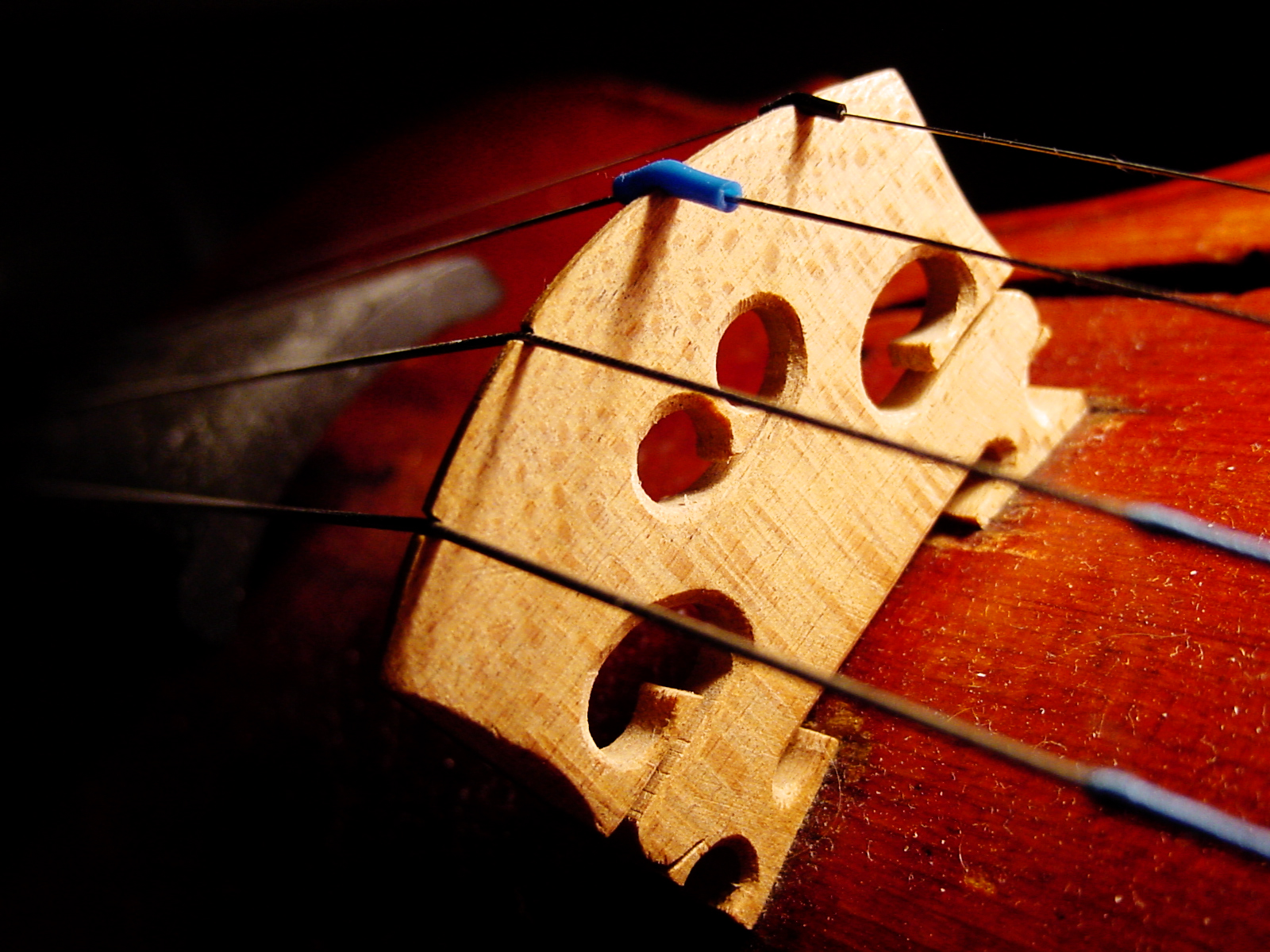
Vue du chevalet d'un violon. On note les petits tubes de plastique autour des cordes de la et mi.

Un chevalet est une planchette de bois d'érable par exemple, ou de tout autre essence de bois que choisit le luthier ou l'acousticien spécialisé, placée perpendiculairement à la table d'harmonie, entre les ouïes, et servant à soulever et à tendre les cordes, ainsi qu'à transmettre les ondes acoustiques des cordes. Les chevalets peuvent être fabriqués en d'autres matériaux que le bois : matériaux composites, os, matériaux thermoplastiques (tels les polycarbonates, acétates...). Cependant, l'érable reste souvent l'unique matériau utilisé pour les instruments à cordes frottées dans la tradition des luthiers.
Le chevalet d'un violon doit être capable de résister à une pression importante. En effet, la tension des cordes vaut 27 kg ; et comme dans le cas du violon, la pression transmise à la table vaut 0,140 kg par kilogramme de tension, on trouve une pression exercée sur la table valant 3,78 kg.
Le bois utilisé pour le chevalet étant relativement tendre, et la corde de mi exerçant une forte pression sur une zone très petite, la corde aurait tendance à s'enfoncer dans le bois comme un fil à couper le beurre. C'est pourquoi il y a un petit morceau de peau de tambour, de cuir ou de soie entre le chevalet et la corde de mi, ou alors un petit cylindre de plastique autour de la corde, que l'on place à ce même endroit lors du changement de corde. Ce procédé altère la netteté acoustique, c'est pourquoi d'autres matériaux plus durs sont parfois utilisés.
Cependant, on peut aussi considérer que ce petit morceau de matière sert à adoucir la sonorité du mi métallique, jugée trop acide en comparaison de celle de la corde de mi en boyau.
Les chevalets des instruments à cordes frottées sont de forme bombée pour que les cordes soient à des hauteurs différentes permettant ainsi le contact de chaque l'archet avec chaque corde isolément. Cette disposition permet également le contact simultané de l'archet avec deux cordes. Les accords sur 3 ou 4 cordes sont cependant nécessairement arpègés sauf cas particulier d'utilisation d'un archet courbe permettant un jeu polyphonique.

## Instrument à cordes pincées et à manche
Les instruments de type mandoline ou guitare Archtop ont dans un chevalet plat contrairement à celui, de forme bombée, des instruments à cordes frottées. Certains chevalets d'instruments à cordes pincées sont en deux parties pour pouvoir en ajuster finement la hauteur.
Pour les guitares acoustiques (classiques ou folk), le chevalet est une pièce collée sur la table dans laquelle vient le sillet, les cordes reposant sur celui-ci. Il sert de plus à fixer une des extrémités des cordes. Il est habituellement en bois (palissandre ou ébène, rarement en érable), le sillet est soit en os, soit en plastique.
Pour les guitares électriques, le chevalet est métallique et il permet d'ajuster la hauteur des cordes. Contrairement aux guitares acoustiques, il permet de plus de régler le diapason des cordes pour parfaire l'intonation.

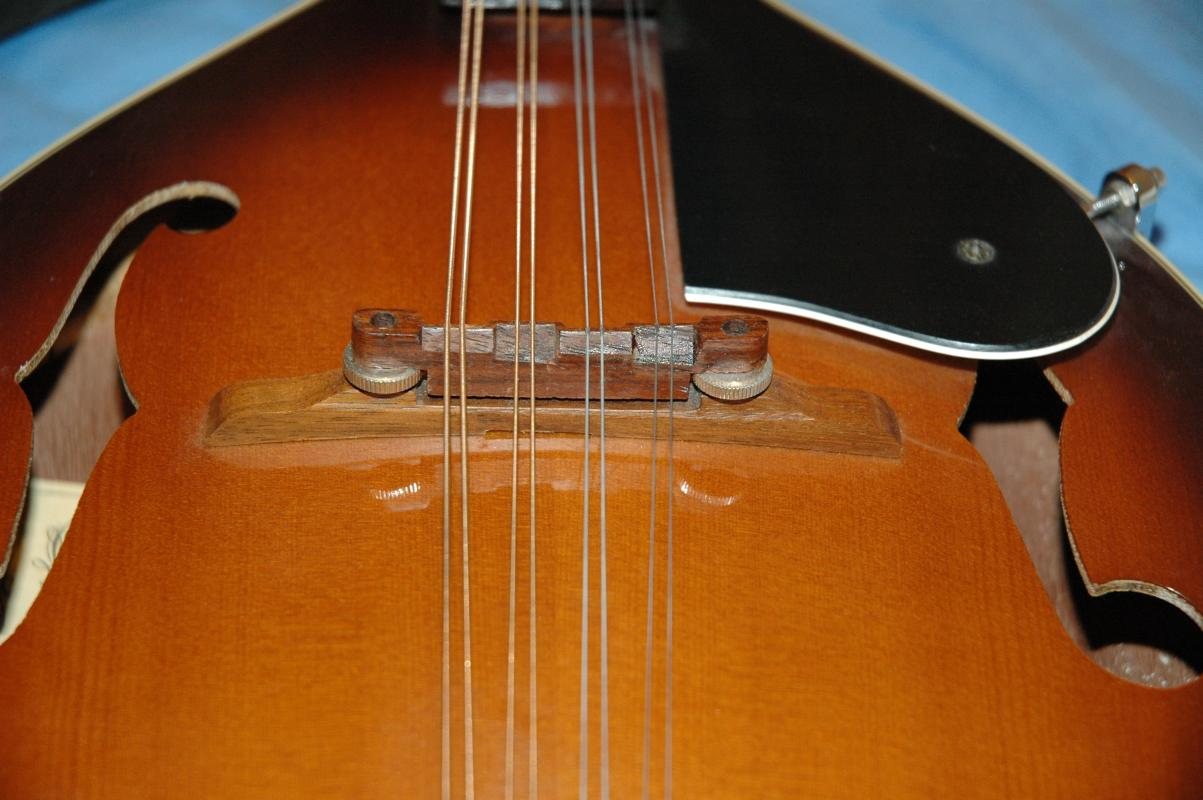
Chevalet d'une mandoline en deux parties.
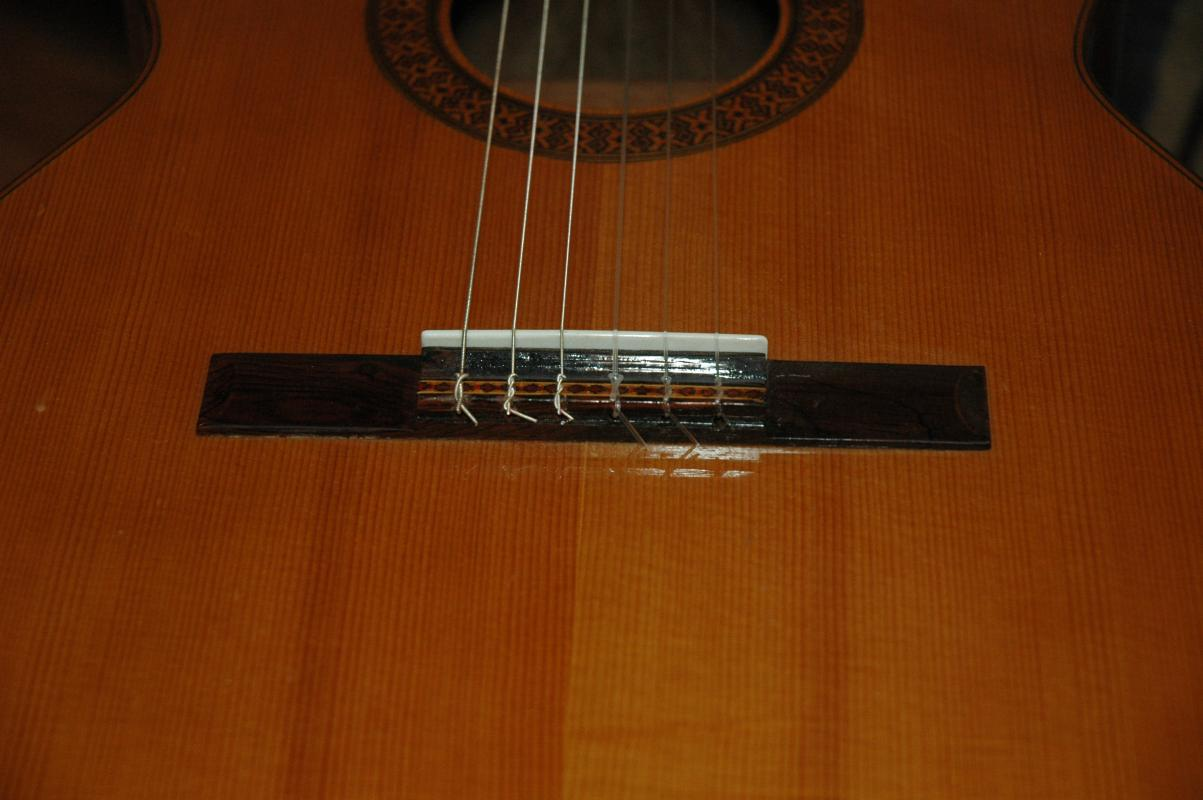
Chevalet d'une guitare classique, avec le sillet.
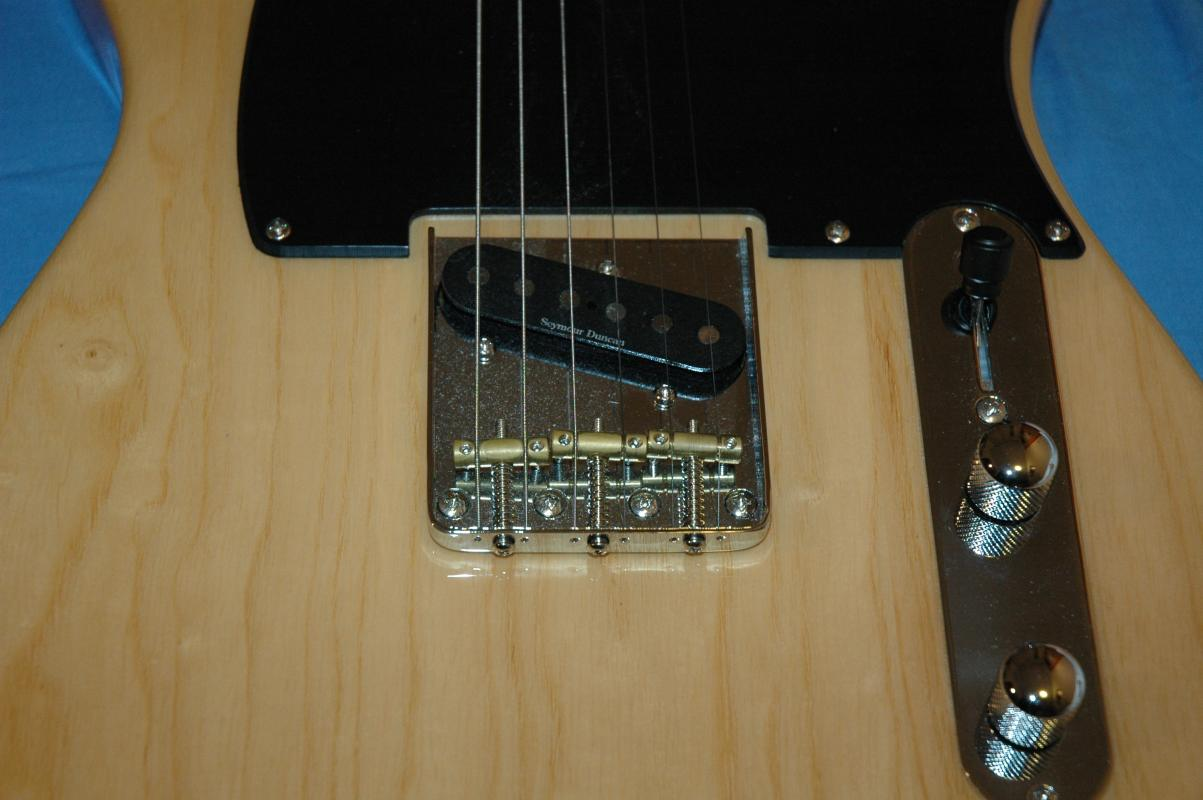
Chevalet d'une guitare électrique de type Telecaster. Les longues vis permettent de régler l'intonation, les petites vis incrustées dans les 3 petits chevalets, la hauteur.

## Instrument à cordes et à clavier

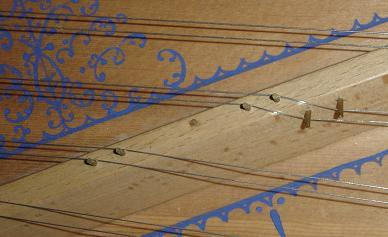
Portion du chevalet d'un clavecin

Dans le cas du piano, clavicorde, du clavecin et des instruments apparentés, le chevalet est une longue pièce de bois dur (par exemple du hêtre), simplement ou doublement recourbée et collée sur la table d'harmonie. Un même instrument peut posséder un ou deux chevalets, voire plus.
De courtes pointes métalliques, dites « pointes de chevalet » sont fichées dans le chevalet à des emplacements précis. Elles déterminent par traction la position des cordes dont la direction change en passant au-dessus du chevalet, déviées vers les pointes d'accroche placées légèrement au-dessous et à la droite du chevalet, le long de l'éclisse courbe. Vers la pointe de l'instrument, des contrepointes (à droite sur la photo) peuvent induire une double déviation de la corde, étudiée afin de réduire la pression exercée sur la table d'harmonie.